# Meladema
Meladema é um género de escaravelho da família Dytiscidae.
Este género contém as seguintes espécies:
- Meladema imbricata
- Meladema lanio